# Cicevo, Kărdjali
Cicevo (în bulgară Чичево) este un sat în comuna Kirkovo, regiunea Kărdjali,  Bulgaria. 

## Demografie
Componența etnică a satului Cicevo
     Bulgari (14,28%)
     Turci (9,52%)
     Nicio identificare (76,19%)
     Altele (0%)
La recensământul din 2011, populația satului Cicevo era de 42 locuitori. Nu există o etnie majoritară, locuitorii fiind bulgari (14,28%) și turci (9,52%). Pentru 76,19% din locuitori nu este cunoscută apartenența etnică.